# 施秉县
施秉县是中国贵州省黔东南苗族侗族自治州北部下辖的一个县，在沅江支流㵲水上游。
面积1544平方千米，人口15万；邮政编码556200；县政府驻城关镇。

## 历史
元至元二年（1265年）置前江等处军民长官司。明洪武五年（1372年）以前江故地置施秉蛮夷长官司，正统九年（公元1444年）置施秉县，因城北有巴施山，西南有秉溪得名。

## 行政区划
施秉县下辖5个镇、3个乡：
城关镇、杨柳塘镇、双井镇、牛大场镇、马号镇、白垛乡、甘溪乡和马溪乡。

## 交通
- 沪昆铁路

## 国家级非物质文化遗产代表性项目
- 刻道